# 47650 Tuthill
47650 Tuthill este o planetă minoră (asteroid), cu un diametru de 5,465 km, din centura de asteroizi. A fost descoperită pe 1 februarie 2000 la Catalina Station⁠(d) de Catalina Sky Survey. 
Obiectul prezintă o orbită caracterizată de o semiaxă mare de 2,8567506009729 UAi, o excentricitate de 0,065543901806117, o înclinație de 6,2002458221531 ° în raport cu ecliptica.